# Stylomesus sarsi
Stylomesus sarsi är en kräftdjursart som beskrevs av Kelly L. Merrin och Gary C.B. Poore 2003. Stylomesus sarsi ingår i släktet Stylomesus och familjen Ischnomesidae. Inga underarter finns listade i Catalogue of Life.